# Ulmerochorema seonum
Ulmerochorema seonum là một loài Trichoptera trong họ Hydrobiosidae. Chúng phân bố ở miền Australasia.